# J&E LeGlatin
 (octobre 2018).
Jérôme LeGlatin (né en 1971) et Emmanuel LeGlatin (né en 1973), qui signent J&E LeGlatin, sont des auteurs de bande dessinée français. Créateurs de la structure d'auto-édition Bicéphale, ils publient régulièrement des ouvrages à petit tirages, tout en contribuant à de nombreuses revues et fanzines et en publiant des livres dans le circuit traditionnel.

## Biographie

### Vie privée
Jérôme et Emmanuel LeGlatin sont frères, nés respectivement en 1971 et 1973. Jérôme LeGlatin scénarise ce qu'Emmanuel LeGlatin dessine. Le choix de la signature commune « J&E » est volontaire afin de jouer sur le mot « je », et l'image d'un auteur bicéphale.

### Bicéphale
La première publication de J&E LeGlatin est un fanzine édité hors de toutes structures (L'Œil). En 2003, ils créent la structure Bicéphale, visant à publier leurs travaux à quatre mains.
Le Prométhée voyageur, réécriture du mythe antique est leur premier titre. Il est suivi par le premier numéro du Projet 52, série de récits courts construit sous forme de question/réponse. Jérôme envoyait chaque semaine un scénario à son frère, sans savoir ce qu'il en ferait, ce dernier lui renvoyant la balle. Au bout d'un an, le projet prend fin. Il représente huit fanzines au format carré de bande dessinée alternative de pose les bases de leurs recherches conceptuelles.
En 2005, ils créent les personnages de Caporal & Commandant dans Porophore. Ce duo deviendra leur principale création durant plusieurs années ; ils le développent dans de nombreux fanzines et auto-publient quatre récits complets à un rythme annuel.
Parallèlement ils impriment régulièrement Grimmville, vendu à l'unité, une série de strips sur un étrange monde fantastique.
En 2010 ils créent une « collection non-consanguine » afin d'accueillir d'autres auteurs. Ils publient Docilités, un ouvrage d'L.L. de Mars. En 2012, ils publient 7 accordéons de Kundig, soit sept livres basés sur une contrainte créée par Andréas Kündig, réalisés avec L.L. de Mars et Docteur C..

### Participations extérieures
À partir de 2005, tout en continuant à auto-éditer des opuscules, ils contribuent de plus en plus régulièrement à des fanzines et revues, notamment dans Porophore, Bévue, DMPP, Comix Club, Le Crachoir, Artzine, Alkom'x, etc. Ils collaborent en particulier avec Turkey comix et Gorgonzola, dont ils sont des auteurs récurrents et où ils développent des récits courts de Caporal & Commandant.
L'Œuf publie Chi Fou Mi à Grimmville en 2007, petit livre reprenant les personnages de l'univers de Grimmville.
Ils réalisent Kirbycéphale, hybridation hommage à Jack Kirby, pour Comix Club. Les planches sont précédées d'un entretien dans l'ouvrage d'Harry Morgan Les Apocalypses de Jack Kirby (Les Moutons électriques, 2009).
En 2009 sort Caporal & Commandant recueillis, coédité par L'Œuf et L’Égouttoir ; c'est leur premier livre diffusé en librairie et qui reprend les récits courts publiés ici et là. Un deuxième volume sort en 2012 chez The Hoochie Coochie. 
Trois autres ouvrages sont prévus pour les années à venir.
Enfin, Jérôme LeGlatin officie comme critique pour le site Du9 et écrit occasionnellement pour d'autres dessinateurs.

## Œuvres
- Le Prométhée voyageur, Bicéphale, 2003.
- Projet 52, Bicéphale :

1. Tome 1, 2003.
2. Tome 2, 2003.
3. Tome 3, 2003.
4. Tome 4, 2003.
5. Tome 5, 2004.
6. Tome 6, 2004.
7. Tome 7, 2004.
8. Tome 8, 2004.

- Les Oculaires, Bicéphale, 2005.
- Cinq histoires de Duo, Bicéphale, 2006.
- Chi Fou Mi à GrimmVille, L'Œuf, 2007.
- 7 accordéons de Kündig, Bicéphale, 2012 :

1. Mécaniques incertaines, avec Docteur C.
2. Piège à sucre, avec L.L. de Mars.
3. De la couture, avec L.L. de Mars..
4. L’Œil de mon voisin, avec L.L. de Mars.
5. Les Cloches de Rome, avec L.L. de Mars.
6. Deux autres titres, signés Docteur C. et L.L. de Mars, complètent la série[8].

### Caporal & Commandant
- Désolé, TicDeQuai, coll. « Livres sans poche », 2006.
- Caporal et commandant, récits complets, Bicéphale :

1. Faut qu'on rie, 2007.
2. L'Hicetnunc , 2008.
3. L'Encombrant , 2009.
4. [Cours !], 2010.

- Caporal et commandant, recueils de récits courts :

1. Caporal & Commandant recueillis, L’Égouttoir et L'Œuf, 2009.
2. Projectile, The Hoochie Coochie, 2009.